# Cerro Pachón
De Cerro Pachón is een berg in de buurt van de Chileense stad Vicuña, 10 km ten zuidoosten van het Interamerikaanse Observatorium op de Cerro Tololo. De top van Cerro Pachón ligt op 2.715 m boven de zeespiegel. De lucht is er zeer droog, waardoor de locatie heel geschikt is voor astronomische observaties in het infrarode bereik. De atmosfeer is er heel stabiel, waardoor de seeing er uitstekend is. Tijdens de zomermaanden steekt de Cerro Pachón boven de nevellaag uit die op lagere hoogtes kan ontstaan.
Op de Cerro Pachón zijn momenteel drie telescopen in gebruik, de Gemini South en de Southern Astrophysical Research Telescope. De derde, de Vera Rubin-telescoop (Large Synoptic Survey Telescope) in het Vera C. Rubin Observatory stuurde op 23 juni 2025 zijn eerste beelden van de kosmos door.